# 猪狩志郎
猪狩 志郎（いかり しろう）は、日本の元アマチュア野球選手である。ポジションは投手。

## 来歴・人物
佼成学園高校在学時の1968年、エースとして第40回選抜高等学校野球大会に出場。しかし1回戦で、この大会に準優勝した尾道商の井上幸信と投げ合った末に1-2で敗れる。高校同期に右翼手の森山正義と遊撃手の清水透らがいた。
1968年のドラフト会議で阪神から3位指名されたが入団を拒否し、駒澤大学に入学した。
大学を卒業した後は、本田技研に入社する。